# Hauderei
Eine Hauderei ist ein Transportunternehmen, dessen Fuhrpark in früheren Zeiten aus Fuhrwerken bestand (in manchen Regionen im Winter auch Schlitten). Ein Fuhrmann oder  Mietkutscher wurde Hauderer genannt.

## Berufsstand
Hauderer ist die Bezeichnung für den Berufsstand der Lohnfuhrleute beziehungsweise Lohnkutscher; auch für Fuhrleute mit eigenem Gespann. 1811 wurden die Vorschriften für die Lohnkutscher noch in einer sogenannten Haudererordnung zusammengestellt.

## Geschichte
In großer Zahl entstanden Haudereien im 19. Jahrhundert. Sie transportierten Fahrgäste und in größeren Fuhrwerken auch Möbel, Kohlen, Bier und weitere Güter. Oft übernahmen sie jedoch auch Aufträge wie Kranken- oder Leichentransporte, Vergnügungsfahrten, Hochzeitsfahrten oder vermieteten ihre Pferde als Grubenpferde an Zechen. Ab den 1920er Jahren verloren die Haudereien mit dem Aufkommen und der weiten Verbreitung von Kraftfahrzeugen an Bedeutung.
Aus Haudereien sind verschiedene Transport-Unternehmen hervorgegangen, die Kraftfahrzeuge in ihrem Fuhrpark haben. Viele Bestattungsunternehmen haben ihre Wurzeln in Haudereien. Särge werden heutzutage kaum noch von Schreinereien hergestellt, sondern von großen Sargfabriken. Zum Leichentransport kam die Lagerung und Ausstattung von Särgen hinzu, so dass eigenständige Bestattungsunternehmen entstanden. Vor allem im Ruhrgebiet, aber auch im Bergischen Land gibt es zahlreiche Bestattungsunternehmen, die über kein eigenes Bestattungsfahrzeug verfügen. Die Leichentransporte übernehmen hier die Haudereien, die ihre Fahrzeuge mit wechselnden Tafeln ausstatten, die den Namen des jeweiligen Bestattungsunternehmens zeigen. Für die Kunden ist nicht erkennbar, dass ein Subunternehmer tätig wird.

## Rezeption
Johann Wolfgang von Goethe benutzte den Begriff Haudern in seinen Werken zum Beispiel im Satz: „Ekles Schwindeln zögert mir vor die Stirne dein Haudern“ oder „fuhr ich von Leipzig ab in dem bequemen Wagen eines Hauderers“.
Die alte Commerzialstraße am nördlichen Ufer der Donau von Linz nach Grein trug noch bis Mitte des 20. Jahrhunderts die Bezeichnung Haudererstraße. Die Haudersmühle, ein Ortsteil von Michelau im Steigerwald in Bayern, erhielt ihren Namen von der dortigen Hauderei.